# Eloísa D'Herbil
Eloísa D’Herbil de Silva (Cádiz, 22 de enero de 1842 - Buenos Aires, 22 de junio de 1943) fue una compositora española, la primera mujer compositora de tango. Se radicó en la Argentina, país en el que vivió 75 años de su vida centenaria. Compuso más de cien obras.

## Biografía
Eloísa d’Herbil y de Ángel nació en la antigua ciudad portuaria de Cádiz (España) de una familia noble. Su padre era Joseph d’Herbil, un francés barón de St. Thomas, y su madre Raquel Ángel de Cadia, una duquesa portuguesa. Su abuela materna había sido duquesa en la ciudad de Foggia, en la antigua provincia griega de Puglia, en el sur de Italia.
Cuando era niña mostró gran interés por la música y su padre contrató al pianista Franz Liszt (1811-1886). En broma, Liszt la apodaba «la Chopin con faldas». A los 13 años interpretó su primer concierto en el Teatro Real de Madrid (España). Tocó en varias capitales de Europa, y ganó varios premios de la reina Isabel II de España y de la reina Victoria de Inglaterra. Sin embargo después pasó al olvido.
Como su padre era el dueño de grandes latifundios en Cuba, Eloísa dejó Europa ―ya solo volvería en viajes de placer― en 1860 ―con 18 años de edad― y se instaló en La Habana con él durante ocho años. Desarrolló una fuerte conexión con el pueblo cubano, y en sus cartas le gustaba afirmar que era cubana. Continuó sus estudios musicales con el pianista estadounidense Louis Moreau Gottschalk, a quien acompañó al piano en el teatro de La Habana en 1861.
Como el padre vendía carne para alimentar a los esclavos desde Cuba a Brasil, tuvo que llegarse hasta Buenos Aires (Argentina), y así es como comenzó a relacionarse con ese país. En el puerto de Buenos Aires escuchó tango por primera vez y quedó cautivada inmediatamente con esa música.
En 1868 acompañó a Gottschaulk en barco hasta Buenos Aires, donde el pianista actuaría en el Teatro Colón. En la parada en Río de Janeiro, Eloísa conoció al uruguayo de ascendencia portuguesa Federico de Silva y Barboza, dueño de una importante casa de remates. Se enamoraron instantáneamente y dos años más tarde se casaron en la iglesia de La Piedad (en Buenos Aires), en una magnífica y lujosa ceremonia. La profesión de su segundo marido le permitió relacionarse con lo más granado de la sociedad. Fue amiga de personalidades notables tanto de la política como de la cultura argentina, como por ejemplo Domingo Sarmiento, Juan Bautista Alberdi, Bartolomé Mitre y Carlos Guido y Spano. Su segundo marido no era ajeno a la música, pues en 1854 figuraba como presidente de la Sociedad Filarmónica. El matrimonio vivió primero en la calle Tacuarí 50 y luego en la calle Arenales.
Compuso piezas para canto, recitado y piano, como Rayo de luna, con versos de Carlos Guido, Los barqueros, sobre rimas de Gustavo Adolfo Bécquer y otros temas más.
El 10 de agosto de 1872, durante un concierto a beneficio en el Teatro Colón, estrenó la habanera Vente a Buenos Aires, de gran éxito. Comenzó a componer algunos tangos.

## Obras
Sus obras ―que durante años figuraron como «de autor desconocido»― superan las cien canciones:
- Calote
- ¡Che, no calotiés!
- El queco
- El Maco (homónimo del que hizo Miguel Tornquist).
- El mozo rubio
- Evangélica (figura como «tango cubano»).
- Himno del Congreso Eucarístico (1934).
- La multa
- Marcha fúnebre a Sarmiento
- Plegaria a la Virgen de Luján.
- Por la calle Arenales
- Que sí, que no
- Vente a Buenos Aires (habanera).
- Y a mi qué
- Yo soy la rubia (la letra es también de ella y apareció como respuesta al tango La morocha).